# Liste des organisations de solidarité internationale françaises
Cette liste référence les organisations de solidarité internationale françaises.
Le nombre exact d’organisations de solidarité internationale (OSI) en France n’est pas recensé. Il est estimé à quelques milliers. L’édition 2004 du répertoire des acteurs de la solidarité internationale publié par la Commission Coopération Développement (CCD) recense (mais de manière non exhaustive) 329 structures de dimension nationale.
Les 5 premières OSI françaises en termes financiers (budget supérieur à 30-40 millions d’euros) sont Les Restos du Cœur, Médecins sans frontières-France, Médecins du monde, Handicap International et Action contre la faim.
- ActionAid France
- Action des chrétiens pour l'abolition de la torture (ACAT)
- Action contre la faim (ACF)
- ACTED (anciennement Agence d'aide à la coopération technique et au développement)
- Agir Ensemble pour les Droits Humains (AEDH)
- AFRANE : Amitié franco-afghane
- Agrisud international
- Aide et Action
- AIDES
- Aide médicale et développement
- Apprentis d'Auteuil
- Association médicale mondiale (AMM)
- Association Enfants d'Asie : parrainage d'enfants défavorisés  d’Asie du Sud-Est afin de leur permettre de suivre une scolarité
- Association au service de l'action humanitaire (ASAH) : collectif d'ONG qui a mis en place un portail humanitaire pour faciliter l'action et la collaboration entre acteurs de solidarité.
- Aviation sans frontières
- Asmae - Association Sœur Emmanuelle: Association Sœur Emmanuelle
- Agir tous pour la dignité Quart monde (ATD Quart Monde)
- Agronomes et vétérinaires sans frontières (AVSF)
- Bureau international catholique de l'enfance (BICE) : défense de la dignité et des droits de l'enfant
- Comité catholique contre la faim et pour le développement (CCFD-Terre Solidaire) : 1re ONG française de développement, créée en 1961.
- Comité français pour la solidarité internationale (CFSI)
- Cimade : Comité Inter Mouvements Auprès Des Évacués (service œcuménique d’entraide)
- Centre de recherche et d’information pour le développement (CRID)
- Croix-Rouge française (CRF)
- Délégation catholique pour la coopération (DCC)
- Éclaireuses et Éclaireurs unionistes de France (EEUDF)
- Électriciens sans frontières
- Emmaüs International
- Enda Tiers-Monde
- Entrepreneurs du Monde accompagne l’insertion économique des familles en situation de grande précarité et leur facilite l’accès à des biens et services essentiels.
- Fédération Léo-Lagrange
- Fidesco : Organisation catholique de coopération internationale
- Fondation Abbé-Pierre pour le logement des défavorisés
- Fondation Architectes de l'urgence
- Fondation Danielle-Mitterrand - France Libertés
- Forum réfugiés-Cosi : Association de défense du droit d'asile, accueil de réfugiés, actions de formations, services conseils, service d'insertion
- France Volontaires
- Frères des Hommes
- Gret
- Groupe énergies renouvelables, environnement et solidarités : association de développement et de solidarité, créée en 1976 à Marseille
- Groupe de secours catastrophe français (GSCF) : association de sapeurs-pompiers, créée en 1999
- Handicap International
- Ingénieurs sans frontières
- Initiative Développement
- Initiatives et Changement
- Initiatives pour un autre monde (IPAM)
- Jardins du monde

- Ligue des droits de l'Homme (LDH)
- Les Restos du Coeur
- Maison des jeunes et de la culture
- Medair
- Médecins du monde (MDM)
- Médecins sans frontières (MSF)
- Œuvres de l'Ordre de Malte
- Oxfam France
- Peuple et culture
- Pharmaciens sans frontières (PSFCI) Comité international
- Plan France
- Pour un sourire d'enfant (PSE)
- Pompiers sans frontières (PoSF)
- Pompiers de l'urgence internationale (PUI)
- Première Urgence Internationale
- Santé Diabète Mali
- Samusocial International
- Scouts et Guides de France
- Secours catholique affilié à Caritas Internationalis
- Secours islamique France
- Secours populaire français
- Service d'entraide et de liaison (SEL)
- Sidaction
- SOL
- Solidarité Kosovo
- Solidarité sida
- Solidarité laïque
- Solidarités International
- Société de Saint-Vincent-de-Paul
- SOS SAHEL
- Télécoms sans frontières
- Triangle Génération humanitaire
- UCJG : Union chrétienne de jeunes gens
- Union nationale des centres sportifs de plein air (UCPA)
- Vision du Monde : 1re ONG de parrainage d'enfants au monde
- Women's WorldWide Web
- YovoTogo